# 後藤治
後藤 治（ごとう おさむ、英: Osamu Goto、1948年11月27日 - ）は、日本の自動車技術者、実業家。東京都出身。GEO Technology代表。
プロジェクトリーダーとして、第二期ホンダF1の全盛を支えた一人。退任後は、F1チーム「マクラーレン」「スクーデリア・フェラーリ」「ザウバー」の要職を歴任。その後独立し、スイスで起業している。

## 略歴

### ホンダ
1969年に東京都立航空工業高等専門学校を卒業し、本田技術研究所に入社。社内レーシングチーム「ヤマト」に入り、1973年に筑波サーキットのジュニア・フォーミュラ「FJ360/FL500クラス」にドライバーとして参戦歴がある。1975年から翌年にかけては鈴鹿FL500シリーズにも参戦し、中嶋悟や松本恵二、中野常治（中野信治の父）、道上佐堵史（道上龍の父）と同じレースに参戦していた。
ホンダでは入社以来15年間、和光研究所で排気ガスコントロールシステムの研究・開発に携わり、CVCCエンジンやシティ用のターボエンジンの開発等に関わった。1984年よりF1エンジンのプロジェクトチームに参加、1985年ベルギーグランプリより、前任者の土師守の後任としてホンダF1の現場責任者となった。
1988年には、前任の桜井淑敏からホンダF1の総監督を受け継ぐ。以後、1990年までホンダF1のリーダーとして1.5リッターターボ・V6のRA168E、3.5リッターNA・V10のRA109E・RA100Eを開発。主にマクラーレンに供給されたこれらのエンジンは（1988年にはロータスにも供給）アイルトン・セナやアラン・プロスト、ゲルハルト・ベルガーらのドライブで圧倒的な強さを発揮し、マクラーレン・ホンダはこの間コンストラクターズ・ドライバーズの両タイトルを独占した。後藤もフジテレビのF1中継において毎レース終了前後にインタビューを受け、古舘伊知郎から「ホンダの戦う係長」というニックネームを付けられたことで、一般ファンにも名を知られるようになった。

### マクラーレン
1990年一杯でホンダのF1プロジェクトを外れると一旦は市販車用エンジンの開発部門に異動するが、間もなくマクラーレンの総帥であるロン・デニスに請われる形でホンダを退社し、1991年の半ばにマクラーレンに移籍。マクラーレンではロン・デニスに次ぐナンバー2のポジションに当たる「エグゼクティブ・エンジニア」として、技術面のアドバイザー的役割を担うとともに、主にチームマネジメントの効率化などに取り組んだ。

### フェラーリ
1994年にはフェラーリへ移籍。当時フェラーリでは伝統のV12エンジンを捨てて新たにV10エンジンを開発する計画が進んでおり、後藤はホンダ時代にV10エンジンの開発を指揮していた経験を買われ、そのV10エンジンプロジェクトの開発責任者となった。後藤らの開発したエンジンは1996年よりフェラーリ・F310に搭載されて実戦に投入され、この年ミハエル・シューマッハのドライブで3勝を挙げる。加入後、エンジンベアリングに日本製の高品質品を推奨し、エンジンオイル開発にはロイヤル・ダッチ・シェルとの共同開発を提案した。それまでのアジップはベネトンと契約し直している。

### ザウバー
1997年よりザウバーがフェラーリエンジンの供給を受けることが決定すると、後藤はそれに合わせる形でザウバーの関連会社であるザウバー・ペトロナス・エンジニアリング（SPE）に派遣される。「ペトロナス」のバッジネームが付けられたフェラーリエンジンのチューニングを担当する一方で、独自のV10エンジンの開発プロジェクトをスタートさせた。当時の同僚にヨースト・カピートがいる。しかし1998年にアジアを襲った経済危機（アジア通貨危機）のためこの計画は頓挫。以後ザウバーは2005年に至るまでフェラーリからエンジン供給を受け続けることになる。
2001年にはSPEが、翌年よりロードレース世界選手権のMotoGPクラスに参戦することを目標に3気筒・990ccのエンジンを搭載したマシンを開発し、後藤がエンジン開発責任者となるが、この計画も結局途中で頓挫してしまい、マシンは一応完成しテスト走行までこぎつけていたものの実戦投入されることはなかった（ただし、このとき開発されたマシンは、その後若干の改修を受けスーパーバイク世界選手権に参戦している）。

### GEO Technology
2005年にザウバーがBMWに買収されたことから、後藤はSPEを離脱して独立。その後スイスでエンジン開発等のコンサルタントを手がけるベンチャー企業「GEO Technology S.A.」を設立し、同社の代表に就任した。
同社は2010年より行われているロードレース世界選手権のMoto2クラス（2009年までのGP250クラスの後継）で、ワンメイクとなるホンダエンジンのメンテナンスを担当していた（2012年まで）。また2011年にはゴードン・マレーらと共に、東レが開発した電気自動車『TEEWAVE AR1』の技術コンサルタントを務めた。

## ワールドチャンピオンへの評価
後藤は上記の通り、プロジェクトリーダーとしてワールドチャンピオンと一緒に仕事しているが、印象を以下のように語っている。
アラン・プロスト
初めて仕事を共にした1988年には、「非常に冷静な人ですね。クルマの挙動をよく分かっているし、うまく伝えてくる。これはセナと似ている部分でもあるが、プロストの方が年齢的に大人なぶんその表現の仕方が柔らかい。芯は強いんだろうけど、ドライバーとしても人間的にも一流ですね。」と高く評していた。
しかし1989年にプロストがフランスメディアを通じてホンダからセナとの差別を感じていると公言して以後は後藤の発言も変化した。「“プロフェッサー（教授）”と呼ばれていましたが、あれは実像からかけ離れたニックネームですよ。プロストは若い時からいいクルマに乗り続け、いい体験をいっぱいしてきたから、どういう方向にセットアップすればいいかが経験的にわかっているのが最大の財産。1989年にプロストは加速でセナに負けたから、ホンダを“エンジンに差をつけて操作している”と批判してきた。でも、データを見るとセナが高回転まで使っているのに対してプロストは使っていない。この時はもうNAになっていて、燃費は関係ないから回転を抑えて走っても全く意味がない。でもプロストは理屈を分からずに走ってるから、ターボ時代からの癖で回転を使い切らず走っていた。技術的なことを説明しようとしても聞こうとしないし、興味がない。我々も困って、あの当時はまだアナログのタコメーターでしたから、“この回転数まで必ず引っ張るように”という目盛り代わりのステッカーを貼ってあげたんです。もちろん、非常に速いドライバーですよ。タイヤの使い方も抜群だし。でも、今(2004年)の時代ならチャンピオンになれないでしょうね。」
アイルトン・セナ
「とにかく意志の強い人。どうすれば自分のやりたいことが成功するかをいつも考えていましたね。ロータスへのエンジン供給もまずロータスと交渉したのではなく、セナと話しているなかで進展していった。モータースポーツは道具を使うスポーツだから、道具が悪かったら勝てない。だから、チームの運営までシステムそのものに入り込んでいく。そのようなことをしたのは、僕が関わったドライバーではセナとミハエル・シューマッハだけですね。あと、セナは理詰めで走るドライバー。1988年にヘレスでセナは4位だったんですが、どうしてプロストより自分が燃費に厳しかったのか、次の日本GP迄分析して欲しいと言ってきた。セナが高回転まで回し、エンジンパワーを引き出していたが、燃費となると効率ですから、回転数をあまり上げずにブーストを上げた方が馬力をあげるのにいい。当時はターボでしたから。それを説明したら、効率的な走り方をものにした。また、ドライバーによってはテレメトリーのデータと、走り終わってから言ってることの食い違いがあって、そうなるとエンジニアは方向性が見つからなくて困ってしまうけど、セナはそういうところは全くなかった。」
ナイジェル・マンセル
「マンセルはロータスからウィリアムズ・ホンダにやってきて、当時はまだ勝ててませんでしたし、ロータスでダメだったと烙印を押されていて自信を失っていました。実際にいつもロズベルグより遅くて、僕は遅いけど燃費はケケより良いはずだからブースト圧をもっとあげてほしい、と何度も頼まれました。ケケはNo.1で自分のシャシーセッティングをまず大事にするので、マンセルがエンジンテストを黙々とやって、開発に大きく貢献してくれる状況だったのです。そのため85年前半はホンダの人間の間では、何とかマンセルにも結果を出してほしいと、マンセルびいきのような雰囲気があったわけです。この年のブランズ・ハッチでマンセルはF1での初優勝をして、母国の表彰台で顔をぐしゃぐしゃにして泣いている姿を見て、私も涙がいつまでも止まらなかったんです。技術者として自分たちのエンジンの考え、やり方がF1で通用したのですから。ホンダエンジンで彼が自信を取り戻してくれたという事実も喜びでした。」
ミハエル・シューマッハ
「上述の通り、自分のやりたい目標をどう達成するかというアプローチはセナと非常に似ている。その他には、体力作りをきちんとするところは、シューマッハのほうがセナより一生懸命でしたね。最終的にセナが生きていても、年齢的なものもあるし、体力的な衰えや特に視力が落ちるでしょうし、世代交代はあったでしょうね。」

## 逸話
- ホンダ時代の失敗談として、1986年モナコグランプリでの出来事を挙げている[2]。このグランプリの予選1日目、エンジンマネージメントのソフトウェアのミスから、モンテカルロに持ち込んだ5台のエンジンを1日で全て壊してしまった。そこで不足したV6エンジンを急遽イギリスの前線基地（ラングレーオフィス）から空輸した。後藤が現場責任者となって自分で下した変更がダイレクトに結果として良い時も悪い時も出ると肌で感じた失敗であり、非常に緊張感がみなぎった出来事だと述べている[2]。
- 1988年ベルギーグランプリでは、ホンダエンジン搭載車4台とも序盤から6位以内を走行し好調だったが、23周目でロータス・ホンダの中嶋車のエンジンが1気筒分死んでしまい、リタイアを喫した。するとその直後にマクラーレンのピットボックスでロン・デニスと後藤が長く話す様子が中継で映し出された。これは中嶋車のトラブルにより慎重を期した後藤がデニスに「セナとプロストの燃料混合比を濃い方向に調整しようよ」と提案したのに対してデニスが「1-2で走ってるのに何故だ？必要あるのか？」とすぐには納得しなかったため、後藤が「3位を走るフェラーリと十分に差があるし、ぶっちぎりで勝つ必要はないんだから確実に勝とう」と説得している所をカメラに映されたものだった。後藤の提案もありこのレースを1-2フィニッシュでまとめたマクラーレン・ホンダは全16戦の11戦目にしてコンストラクターズタイトル獲得を確定させた[7]。
- 1989年12月、イタリア・ミラノ自動車クラブとホイールメーカーのO.Zが中心となり選定される、その年モータースポーツ界で最も貢献した人物に与えられる「ROUTE in CORSE」を受賞した。これは史上初となるV10エンジンでのF1チャンピオン獲得を讃えるもので、開発リーダーの後藤の功績がイタリアで高く評価されたことの表れだった。日本円にして約100万円の賞金も授与されたが、後藤はこれを同年開幕前のテストで脊髄を負傷し引退状態となってしまったフィリップ・ストレイフへの寄与を希望し、ストレイフを支援するための基金団体へと送られた[8]。

## 著書
- 快走F1メモ（マガジンハウス）- 週刊朝日での連載をまとめたもの。
- F1解剖講座 -データで見るF1グランプリ-（二玄社）- 1990年の日本機械学会での特別講演内容に加筆したもの。

## レース戦歴

### 筑波FJ360/FL500
| 年     | チーム       | マシン         | 1   | 2     | 3   | 4   | 5     | 順位 | ポイント |
| ------ | ------------ | -------------- | --- | ----- | --- | --- | ----- | ---- | -------- |
| 1973年 | チームヤマト | フレンド・001B | TSU | TSU 5 | TSU | TSU | TSU 5 | 位   |          |

### 鈴鹿FL500
| 年     | チーム      | マシン       | 1       | 2       | 3      | 4      | 5      | 6     | 7       | 順位 | ポイント |
| ------ | ----------- | ------------ | ------- | ------- | ------ | ------ | ------ | ----- | ------- | ---- | -------- |
| 1975年 | Team Yamato | ヤマト・02F  | SUZ     | SUZ     | SUZ    | SUZ    | SUZ 16 | SUZ 8 | SUZ Ret | 位   |          |
| 1976年 | Team Yamato | ヤマト・02FX | SUZ Ret | SUZ Ret | SUZ 15 | SUZ 11 | SUZ    | SUZ   |         | 位   |          |